# Emanuele Liuzzi
Emanuele Liuzzi (ur. 22 grudnia 1990 r. w Neapolu) – włoski wioślarz.

## Osiągnięcia
- Mistrzostwa Świata Juniorów – Linz 2008 – czwórka ze sternikiem – 5. miejsce[1].
- Mistrzostwa Świata U-23 – Brześć 2010 – czwórka ze sternikiem – 1. miejsce[1].
- Mistrzostwa Europy – Montemor-o-Velho 2010 – ósemka – 6. miejsce[1].